# Josep Maria Piñol i Font
Josep Maria Piñol i Font (Barcelona, 9 de setembre de 1923 - Barcelona, 23 d'agost de 1996) fou un escriptor i historiador català.
Va néixer a Barcelona en una família d'industrials de Granollers, que van veure reduït el seu patrimoni amb la guerra europea. Va estudiar als Jesuïtes de Barcelona i posteriorment cursà estudis de comerç. En la postguerra s'incorporà uns anys a Unió Democràtica de Catalunya (fins a l'any 1962). Es casa amb Maria Dolors Vila-Abadal.
L'any 1958 fundà l'Editorial Estela amb uns amics per difondre el pensament pontifici i l'esperit de renovació eclesial, sobretot a través d'escriptors i grups catòlics francesos.
Fou detingut en un acte en honor del Dr. Jordi Rubió a la facultat de dret i també en una reunió a casa d'Alfons Comin des d'on ingressa a la presó Model. L'impacte de Caputxinada (1966), fou decisiu i va fundar el Secretariat d'Apostolat Laical (SAL), com a òrgan de reflexió i coordinació de certs sectors del laïcat.
Tornà a Barcelona l'any 1978 i es reincorporà com a president de Franciscàlia.